# Lisiec Mały
Lisiec Mały – wieś w Polsce położona w województwie wielkopolskim, w powiecie konińskim, w gminie Stare Miasto.
W latach 1975–1998 miejscowość administracyjnie należała do województwa konińskiego.

## Demografia
Poniższa demografia posiada dane z 2021.
| Opis                                | Ogółem | Ogółem | Kobiety | Kobiety | Mężczyźni | Mężczyźni |
| ----------------------------------- | ------ | ------ | ------- | ------- | --------- | --------- |
| Jednostka                           | osób   | %      | osób    | %       | osób      | %         |
| Populacja                           | 514    | 100    | 258     | 50,19   | 256       | 49,81     |
| Wiek przedprodukcyjny (0–17 lat)    | 102    | 19,84  | 47      | 9,14    | 55        | 10,7      |
| Wiek produkcyjny (18–65 lat)        | 326    | 63,42  | 152     | 29,57   | 174       | 33,85     |
| Wiek poprodukcyjny (powyżej 65 lat) | 86     | 16,73  | 59      | 11,48   | 27        | 5,25      |